# کرینیتسبرگ
کرینیتسبرگ (به آلمانی: Crinitzberg) یک شهر در آلمان است که در Zwickau (district) واقع شده‌است. کرینیتسبرگ ۲٬۲۳۸ نفر جمعیت دارد.